# Municipio de Lake Ida
El municipio de Lake Ida (en inglés: Lake Ida Township) es un municipio ubicado en el condado de Norman en el estado estadounidense de Minnesota. En el año 2010 tenía una población de 160 habitantes y una densidad poblacional de 1,91 personas por km².

## Geografía
El municipio de Lake Ida se encuentra ubicado en las coordenadas 47°17′5″N 96°22′52″O / 47.28472, -96.38111. Según la Oficina del Censo de los Estados Unidos, el municipio tiene una superficie total de 83.69 km², de la cual 83,1 km² corresponden a tierra firme y (0,7 %) 0,58 km² es agua.

## Demografía
Según el censo de 2010, había 160 personas residiendo en el municipio de Lake Ida. La densidad de población era de 1,91 hab./km². De los 160 habitantes, el municipio de Lake Ida estaba compuesto por el 95,63 % blancos, el 1,88 % eran afroamericanos, el 0,63 % eran amerindios y el 1,88 % eran de una mezcla de razas. Del total de la población el 0,63 % eran hispanos o latinos de cualquier raza.